# ملكة جمال العالم 2007
ملكة جمال العالم 2007  هي النسخة السابعة والخمسين من مسابقة في تاريخ مسابقة ملكة جمال العالم منذ انطلاقتها عام 1951، عقدت المسابقة في 1 ديسمبر 2007 في مسرح تاج الجمال في سانيا، الصين. استضافه فرناندو الليندي وأنجيلا تشاو. في نهاية الحدث توجت زهانغ زيلين من الصين على التاج، من قبل ملكة جمال العالم السابقة تانا كوتشاوفا من جمهورية التشيك.

## النتائج

### المراكز النهائية
| النتائج النهائية      | المتنافسة |
| --------------------- | --- |
| ملكة جمال العالم 2007 | - الصين - زهانغ زيلين |
| الوصيفة الأولى        | - أنغولا - ميكايلا ريس |
| الوصيفة الثانية       | - المكسيك - كارولاينا موران |
| أفضل 5                | - السويد - آني أوليف - ترينيداد وتوباغو - فالين مهراج |
| أفضل 16               | - النمسا - كريستين ريلير - جمهورية الدومينيكان - أدا دي لا كروز - الإكوادور - فاليسكا صعب - غانا - إيرين دووموه - غرينادا - فيفيان بوركهارت - هونغ كونغ - كاي تشيونغ - جامايكا - يندي فيليبس - ماليزيا - ديبورا بريا هنري - بورتوريكو - جنيفر غيفارا - الولايات المتحدة - أبيغيل ماكاري - فنزويلا - كلوديا سواريز |

### ملكات القارات للجمال
| المجموعة القارية | المتنافسة                        |
| ---------------- | -------------------------------- |
| أفريقيا          | - أنغولا - ميكايلا ريس           |
| الأمريكتين       | - المكسيك - كارولاينا موران      |
| آسيا وأوقيانوسيا | - الصين - زهانغ زيلين            |
| الكاريبي         | - ترينيداد وتوباغو - فالين مهراج |
| أوروبا           | - السويد - آني أوليف             |

## المتسابقات
- ألبانيا - إلدا دوشي
- أنغولا - ميكايلا ريس
- الأرجنتين - أليخاندرا برنال
- أروبا - بويورا مارتن
- أستراليا - كارولين بيمبرتون
- النمسا - كريستين رايلر
- باهاماس - أنيا واتكينز
- بيلاروسيا - ألينا ألدكا
- بلجيكا - حليمة شحيمة
- بليز - فيليسيتا أرزو
- بوليفيا - ساندرا هيرنانديز
- البوسنة والهرسك - جوردانا توميتش
- بوتسوانا - ماليبوجو مارومواجي
- البرازيل - ريجيان أندرادي
- بلغاريا - باولينا راشيفا
- كندا - سارة غلام
- جزر كايمان - ريبيكا بارشمنت
- تشيلي - برنارديتا زونيغا
- الصين - زهانغ زيلين
- كولومبيا - ماريا خوسيه تورينيغرا
- كوستاريكا- ويندي كورديرو
- كرواتيا - تايانا يريميتش
- كوراساو - مكيلا ريتشاردز
- قبرص - دورا أناستاسيو
- جمهورية التشيك - كاتشينا سوكولوفا
- الدنمارك - لاين كروز
- جمهورية الدومينيكان - أدا دي لا كروز
- الإكوادور - فاليسكا صعب
- السلفادور - ميشيل ميلهادو
- إنجلترا - جورجيا هورسلي
- إستونيا - كادي سيزاسك
- إثيوبيا - ميهريت أبيبي
- فنلندا - لينيا آلتونين
- فرنسا - راشيل ليجرين تراباني
- جورجيا - تمار نيمسيتسفيدزي
- ألمانيا - جانيس بيرندت
- غانا - إيرين دووموه
- جبل طارق - دانييل بيريز
- اليونان - أيكاتيريني إيفانجلينو
- غرينادا - فيفيان بوركهارت
- غوادلوب - نانسي فلوريفال
- غواتيمالا - هامي تيجيدا
- غيانا - كانديس تشارلز
- هونغ كونغ - كاي تشيونغ
- هنغاريا - كريشتينا بودري
- أيسلندا - يوهانا فالا جونسدوتير
- الهند - سارة جين دياس
- إندونيسيا - كاميديا راديستي
- أيرلندا - بلثنايد ماكينا
- إسرائيل - ليران كوهينر
- إيطاليا - جيادا ويلتشير
- جامايكا - يندي فيليبس
- اليابان - لوي واتانابي
- كازاخستان - دانا كاباروفا
- كينيا - كاثرين وينينا
- كوريا - تشو اون جو
- لاتفيا - كريستين دجادنكو
- لبنان - نادين نجيم
- ليتوانيا - جورجيتا جوركوتو
- مقدونيا - جانا ستويانوفسكا
- ماليزيا - ديبورا بريا هنري
- مالطا - ستيفاني زميت
- مارتينيك - فانيسا بوشينتس
- موريشيوس - ميلودي سيلفون
- المكسيك - كارولاينا موران
- مولدوفا - إينا كودريانو
- منغوليا - جانخويغين أويونجيريل
- الجبل الأسود - ماريا سيروفيتش
- ناميبيا - ماريشن لويبيرث
- نيبال - سيتاشما تشاند
- هولندا - ميليسا سنيكيس
- نيوزيلندا - ستيفاني دودز
- نيجيريا - موناتشي نوانكو
- إيرلندا الشمالية - ميليسا باتون
- النرويج - ليزا ماري موين يونجي
- بنما - شي لينغ له
- باراغواي - ماريا دي لا باز فارغاس
- بيرو - سينثيا كالديرون
- الفلبين - مارجريت ويلسون
- بولندا - كارولينا زاكريوسكا
- بورتوريكو - جنيفر غيفارا
- رومانيا - إيلينا روكسانا أزويتي
- روسيا - تاتيانا كوتوفا
- اسكتلندا - نيف جينينغز
- صربيا - ميريانا بوتشوفيتش
- سيراليون - فاتماتا توري
- سنغافورة - روشني كاور سوين
- سلوفاكيا - فيرونيكا هوشاروفا
- سلوفينيا - تاديجا تيرنار
- جنوب أفريقيا - ميغان كولمان
- إسبانيا - ناتاليا زابالا
- سريلانكا - ماريا كولومباج
- سورينام - تشاريس ميلاني مول
- سوازيلاند - نكوسينغفيل دلاميني
- السويد - آني أوليف
- تنزانيا - ريتشا أدهيا
- تايلند - كانوكورن جايتشيون
- ترينيداد وتوباغو - فالين مهراج
- تركيا - سيلين سويدر
- أوغندا - مونيكا كاسياتي
- أوكرانيا - ليكا رومان
- الولايات المتحدة - أبيغيل ماكاري
- فنزويلا - كلوديا سواريز
- فيتنام - دانغ مينه ثو
- ويلز - كيلي لويز بيستيكيو
- زيمبابوي - كارولين ماروفو

## الروابط الخارجية
- موقع ملكة جمال العالم الرسمي